# كاني سيب (بوالحسن)
کاني سیب (بالفارسية: کانی سیب) هي قرية تقع في إيران في قسم بوالحسن الريفي. يقدر عدد سكانها بـ 128 نسمة .